# Cousinia sphaerocephala
Cousinia sphaerocephala là một loài thực vật có hoa trong họ Cúc. Loài này được Janb. & Spach mô tả khoa học đầu tiên năm 1846.